# Championnat de France de rugby à XV 1934-1935
Navigation
1933-1934 1935-1936

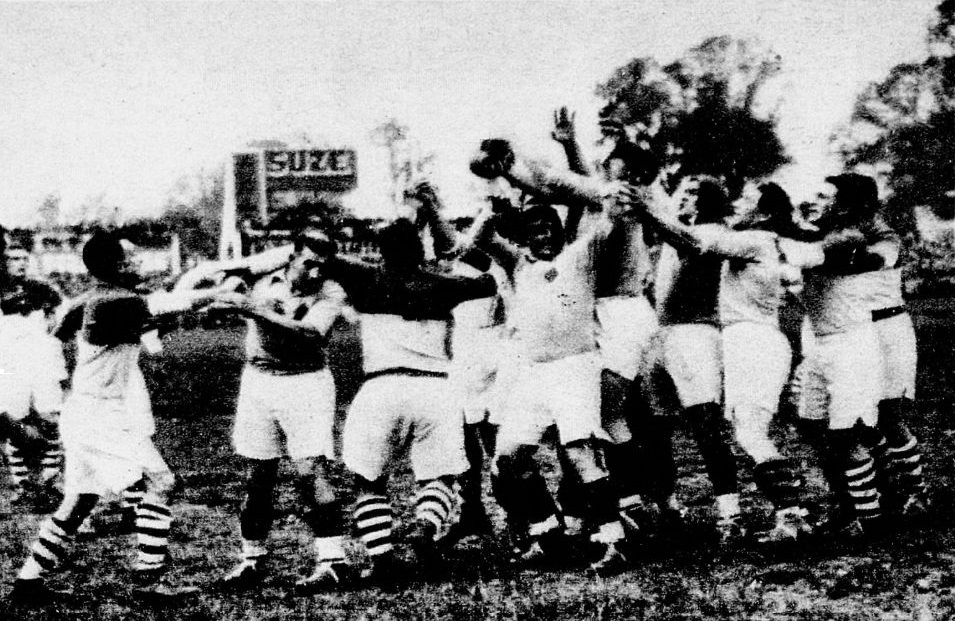
Touche pour Perpignan (G. à D. G. Vails, Munna, Bousquet (avec le ballon), Danoy et Raynal.

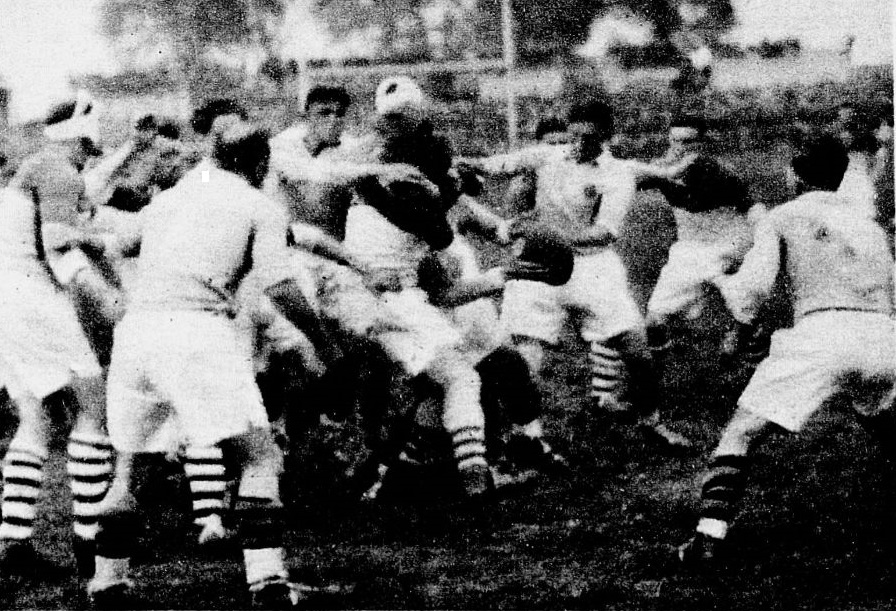
Perpignan éloigne la balle du paquet, l'un des avants ouvre sur Roger Vails, le demi de mêlée.

Le championnat de France de rugby à XV de première division 1934-1935 est remporté par le Biarritz olympique  qui bat l'USA Perpignan en finale.
Le championnat est disputé par 42 clubs regroupés en six poules de sept clubs. Les deux premiers de chaque poule sont qualifiés pour les 8e de finale. Les troisièmes ainsi que les deux meilleurs quatrièmes sont qualifiés pour des barrages d'accès aux 8e de finale.

## Contexte
La ligue française de rugby à XIII fait disputer sa première compétition. Le Tournoi britannique de rugby à XV 1935 est remporté par l'Irlande, la France est exclue.

## Poules de Sept
Du 23 décembre 1934 au 18 mars 1935, comprend les poules de sept du championnat de France.
En gras sont indiqués les équipes qualifiées pour les huitièmes de finale.

### Poule A
- Aviron bayonnais
- CS Vienne
- FC Grenoble
- CA Brive
- FC Auch
- CA Jean-Bouin
- US Dax

### Poule B
| Club               | J | G | N | P | Pts | Diff |
| ------------------ | - | - | - | - | --- | ---- |
| AS Béziers         | 6 | 5 | 0 | 1 | 16  | +9   |
| Stade Piscénois    | 6 | 4 | 1 | 1 | 15  | +25  |
| Biarritz Olympique | 6 | 4 | 1 | 1 | 15  | +19  |
| AS Tarbaise        | 6 | 2 | 1 | 3 | 11  | -3   |
| Stade Français     | 6 | 1 | 2 | 3 | 10  | -8   |
| AS Soustons        | 6 | 1 | 1 | 4 | 9   | -11  |
| Paris UC           | 6 | 1 | 0 | 5 | 8   | -31  |

### Poule C
| Club                  | J | G | N | P | Pts | Diff |
| --------------------- | - | - | - | - | --- | ---- |
| Stadoceste Tarbais    | 6 | 3 | 2 | 1 | 14  | +22  |
| Racing Club de France | 6 | 4 | 0 | 2 | 14  | +20  |
| RC Toulon             | 6 | 3 | 2 | 1 | 14  | +32  |
| CA Béglais            | 6 | 3 | 0 | 3 | 12  | -3   |
| Boucau Stade          | 6 | 3 | 0 | 3 | 12  | -3   |
| AS Bayonnaise         | 6 | 2 | 0 | 4 | 10  | -10  |
| TOEC                  | 6 | 1 | 0 | 5 | 8   | -58  |

Lors d'égalité, ils sont départagés par différence des clubs lors des matchs de classement. Toulon est en barrage.

### Poule D
- RC Narbonne
- Lyon OU
- US Libourne
- Villeneuve sur Lot
- Stade nantais
- Stade Lézignanais
- SA Bordeaux

### Poule E
| Club             | J | G | N | P | Pts | Diff |
| ---------------- | - | - | - | - | --- | ---- |
| Stade Toulousain | 6 | 5 | 1 | 0 | 17  | +31  |
| Stade Bordelais  | 6 | 5 | 0 | 1 | 16  | +28  |
| Section Paloise  | 6 | 4 | 0 | 2 | 14  | +44  |
| SC Albi          | 6 | 2 | 0 | 4 | 10  | -12  |
| UA Gujan-Mestras | 6 | 1 | 2 | 3 | 10  | -18  |
| SU Agen          | 6 | 1 | 1 | 4 | 9   | -24  |
| CA Périgourdin   | 6 | 1 | 0 | 5 | 8   | -49  |

### Poule F
| Club           | J | G | N | P | Pts | Diff |
| -------------- | - | - | - | - | --- | ---- |
| USA Perpignan  | 6 | 6 | 0 | 0 | 18  | +50  |
| AS Montferrand | 6 | 5 | 0 | 1 | 16  | +83  |
| FC Oloron      | 6 | 3 | 0 | 3 | 12  | -19  |
| AS Bortoise    | 6 | 2 | 1 | 3 | 11  | 0    |
| US Thuirinoise | 6 | 2 | 0 | 4 | 10  | -7   |
| US Testerine   | 6 | 2 | 0 | 4 | 10  | -18  |
| US Quillan     | 6 | 0 | 1 | 5 | 7   | -89  |

## Huitièmes de finale
Les équipes concourants pour les huitièmes de finale sont tirés au sort par la FFR sur terrain neutre.
| Date         | Équipe (domicile)     | Score  | Équipe (extérieure) | Lieu                                    |
| ------------ | --------------------- | ------ | ------------------- | --------------------------------------- |
| 31 mars 1935 | Aviron Bayonnais      | 11 - 4 | FC Lézignanais      | Stade Maurice-Rigaud, Albi              |
| 31 mars 1935 | Section Paloise       | 0 - 3  | USA Perpignan       | Stade des Ponts-Jumeaux, Toulouse       |
| 31 mars 1935 | Stade Toulousain      | 0 - 11 | Biarritz Olympique  | Stade du Musard, Bègles                 |
| 31 mars 1935 | RC Toulon             | 15 - 3 | RC Narbonne         | Stade Saint-Ruff, Avignon               |
| 31 mars 1935 | AS Béziers            | 6 - 0  | Lyon OU             | Stade Félix-Mayol, Toulon               |
| 31 mars 1935 | Stade Bordelais UC    | 0 - 14 | Stadoceste Tarbais  | Parc des sports de l'Aguilera, Biarritz |
| 31 mars 1935 | Racing Club de France | 8 - 0  | AS Montferrand      | ?, Nantes                               |
| 31 mars 1935 | CS Vienne             | 6 - 3  | Stade Piscénois     | ?, Clermont-Ferrand                     |

## Quarts de finale
Les équipes concourants pour les quarts de finale sont tirés au sort par la FFR sur terrain neutre.
| Date          | Équipe (domicile)  | Score         | Équipe (extérieure)   | Lieu                              |
| ------------- | ------------------ | ------------- | --------------------- | --------------------------------- |
| 14 avril 1935 | Aviron Bayonnais   | 8 - 19        | USA Perpignan         | Parc des Princes, Paris           |
| 14 avril 1935 | CS Vienne          | 10 - 6 (a.p.) | Racing Club de France | ?, Dijon                          |
| 14 avril 1935 | Biarritz Olympique | 16 - 8        | AS Béziers            | Stade des Ponts-Jumeaux, Toulouse |
| 14 avril 1935 | Stadoceste Tarbais | 8 - 3         | RC Toulon             | Stade Jean-Laffon, Perpignan      |

## Demi-finales
| Date          | Club (domicile)    | Score   | Club (extérieure)  | Lieu                                   |
| ------------- | ------------------ | ------- | ------------------ | -------------------------------------- |
| 28 avril 1935 | USA Perpignan      | 11 - 10 | CS Vienne          | Parc des sports de Sauclières, Béziers |
| 28 avril 1935 | Biarritz Olympique | 10 - 3  | Stadoceste Tarbais | Stade Hardoy, Bayonne                  |

## Finale
| Équipes            | Biarritz olympique - USA Perpignan |
| Score              | 3 - 0 (3 - 0) |
| Date               | 12 mai 1935 |
| Stade              | Stade des Ponts Jumeaux, Toulouse |
| Arbitre            | Abel Martin |
| Les équipes        | |
| Biarritz olympique | Francis Daguerre, Pascal Errecart, Alfred Guiné, Étienne Ithurra, Jean-Baptiste Lefort, Fernand Muniain, Paul Lafourcade, Louis Lascaray, René Laborde, Henri Haget , Joseph Pagola, Pierre Moulian, Ferdinand Paquin, Frédéric Lataillade, Rémy Sallenave |
| USA Perpignan      | Georges Casenove, Georges Vaills, Joseph Munna, Augustin Bousquet, Ferdinand Danoy, Henri Gras, Jacques Palat, François Raynal , Roger Vaills, Joseph Desclaux, Georges Rolland, Claude Barrère, Georges Bentouré, René Dauder, Paul Porical               |
| Points marqués     | |
| Biarritz olympique | 1 essai de Lascaray |
| USA Perpignan      | |